# Frutigen
Frutigen est une commune suisse du canton de Berne, située dans l'arrondissement administratif de Frutigen-Bas-Simmental.

Photo aérienne (1967).

## Toponymie
Le nom de la commune est formé du nom de personne Frodo/Fruoto en vieux haut allemand et du suffixe toponymique -ingōs/-ingas.
Son ancien nom français est Frutenges.

## Transports
La commune de Frutigen dispose de deux infrastructures de transports majeures sur son territoire, à savoir :
- la gare de Frutigen, située sur la ligne ferroviaire du Lötschberg ;
- le portail nord du tunnel de base du Lötschberg.

## Tourisme
La petite station de sports d'hiver Elsigenalp est située à quelques kilomètres en amont de Frutigen.
Le tunnel de base du Lötschberg produit 100 l d'eau chaude par seconde à une température d'environ 20 °C. Cette énergie calorifique est utilisée par la Maison tropicale de Frutigen (de), un projet de géothermie réunissant une serre et un élevage d'esturgeons. Le groupe de grande distribution Coop et le groupe bernois BKW sont propriétaires du projet. On y produit du caviar et des fruits exotiques tel que bananes et mangues. Des expositions présentent le tunnel et la montagne, ainsi que les questions liées à l'énergie, la pisciculture, l'alimentation et le développement durable. La Maison tropicale de Frutigen a fermé en 2024 notamment les serres et espaces dédiés aux cultures exotiques pour se concentrer uniquement sur la pisciculture.

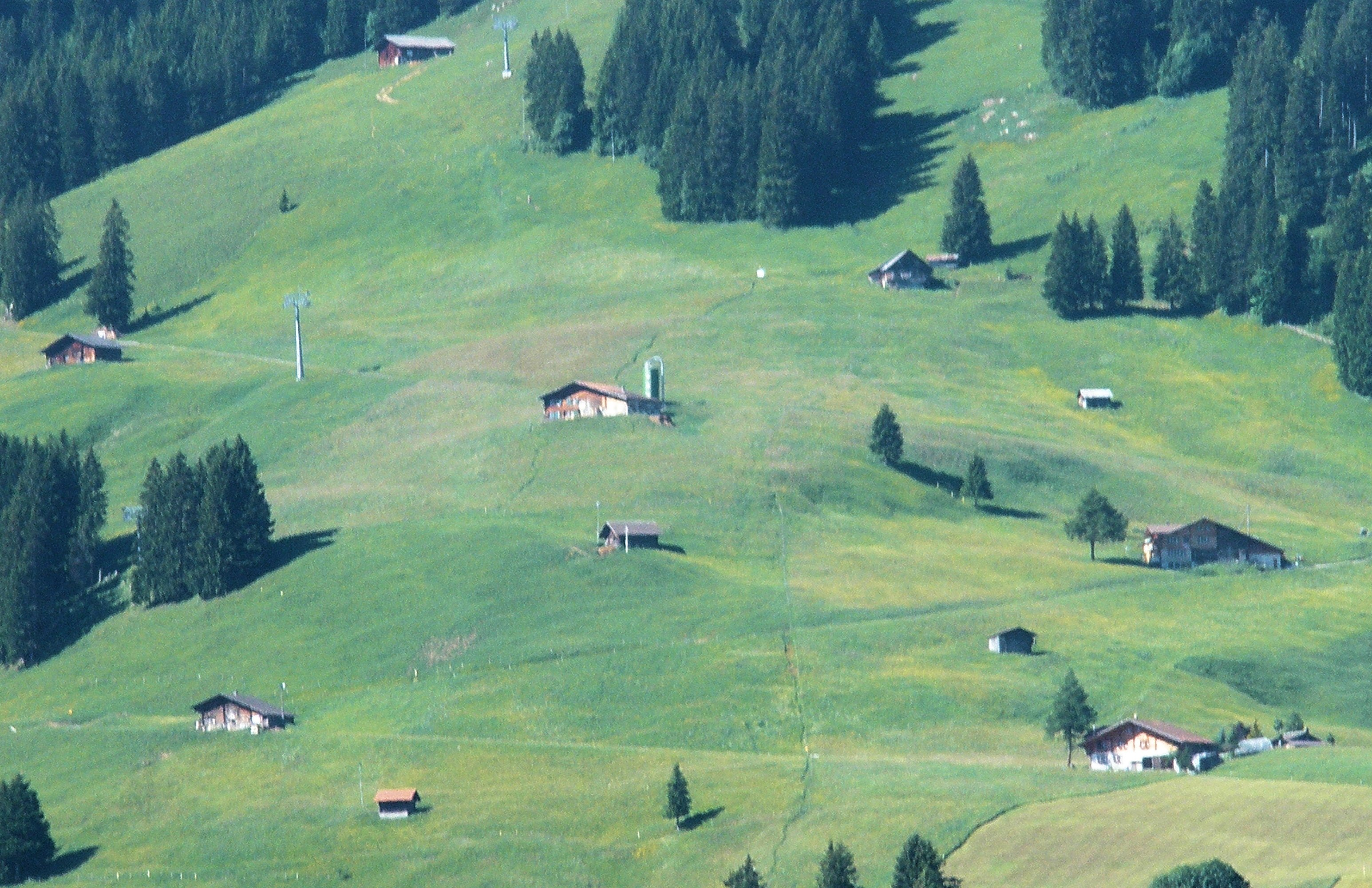
Vue de la région de Frutigen avec plusieurs Frutighaeuser traditionnelles.
Maison tropicale de Frutigen.
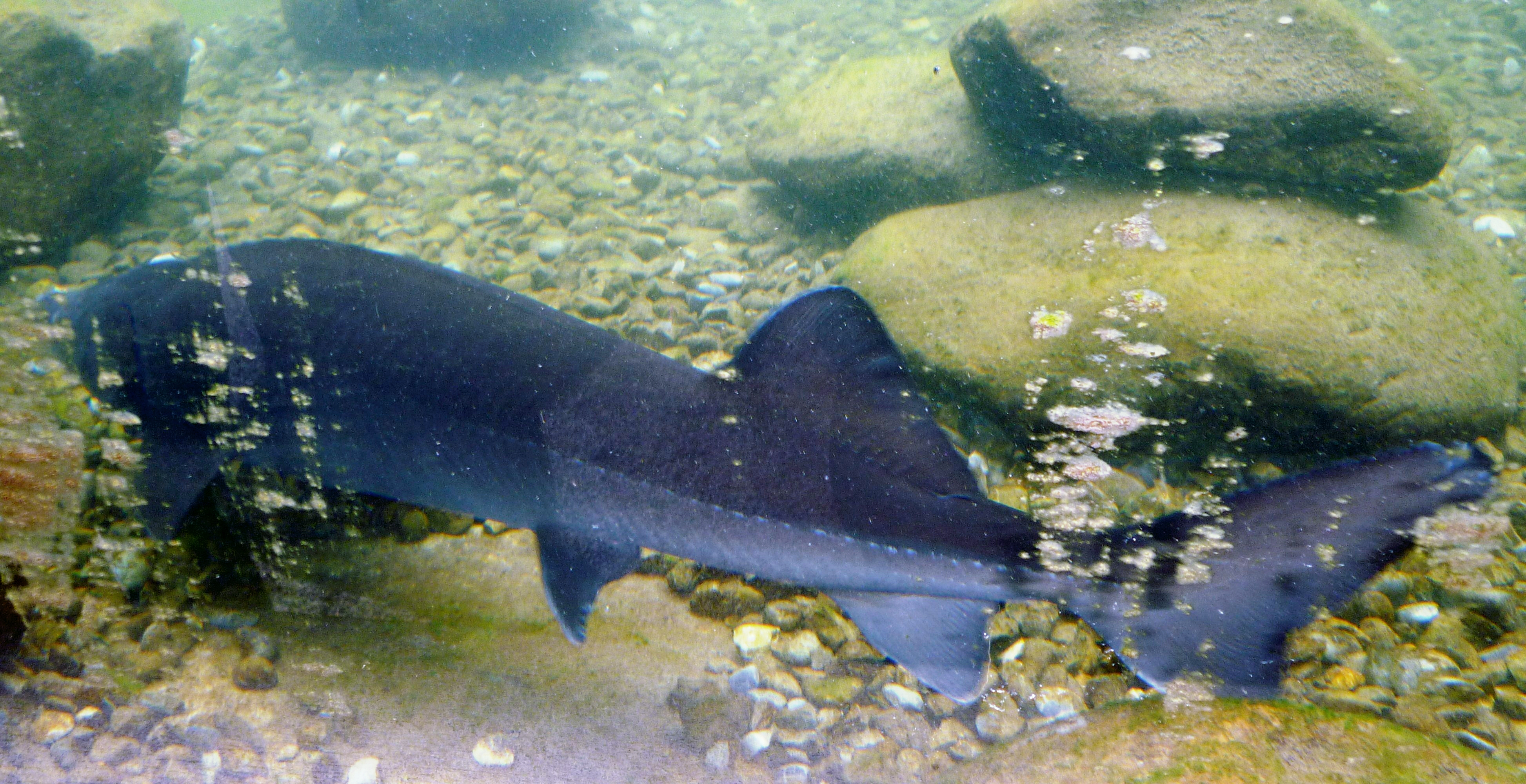
Esturgeon.
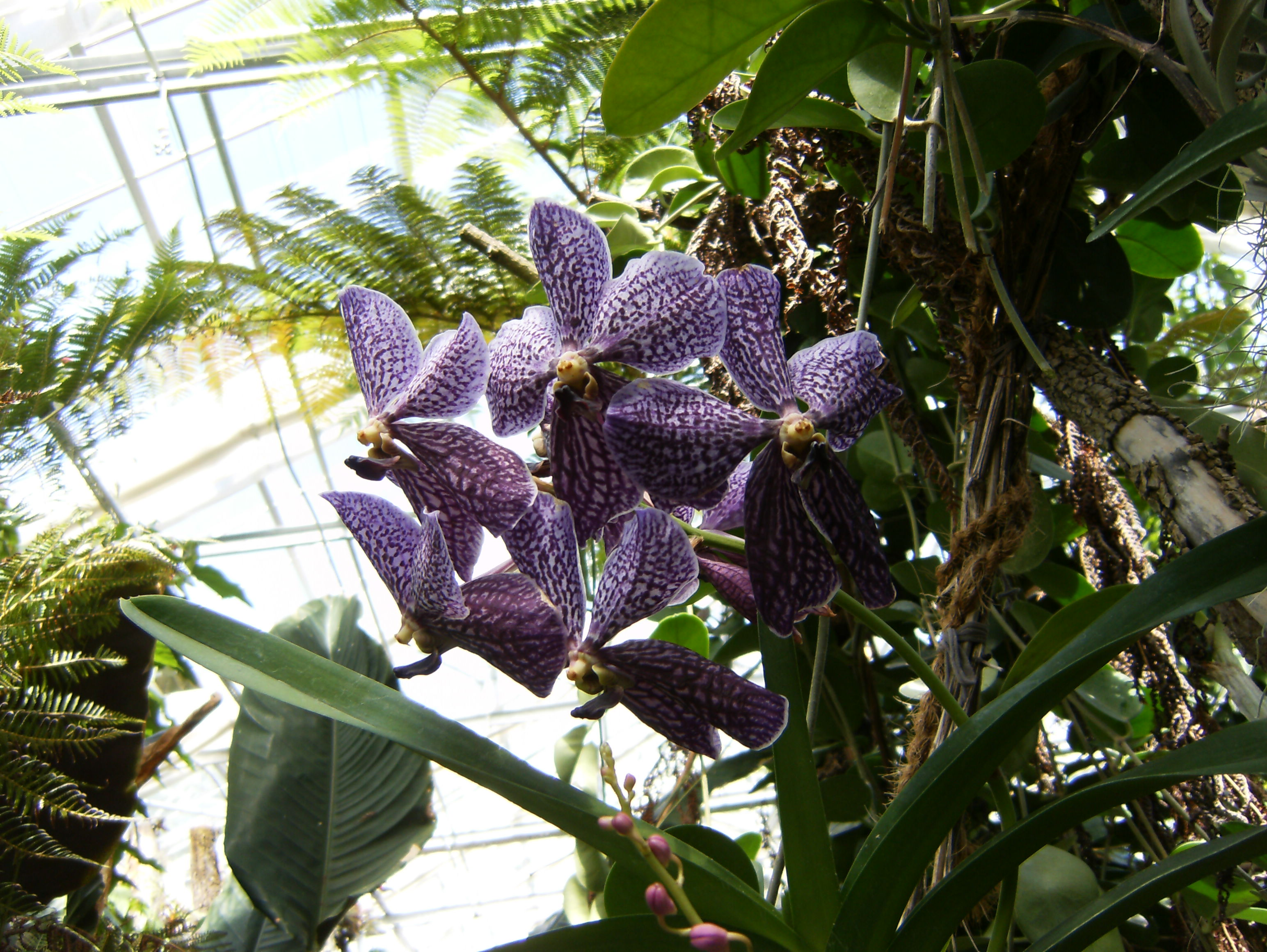
Orchidées.